# Limasawa
Limasawa ist eine Inselgemeinde der 6. Einkommenskategorie auf den Philippinen. Sie gehört politisch der Provinz Southern Leyte an. Sie hat 6061 Einwohner (Zensus 1. August 2015).

## Geographie
Bei Limasawa handelt es sich um eine kleine Insel südlich von Leyte, die historisch eine herausragende Rolle in der philippinischen Geschichte spielt. Sie liegt etwa 6 km von der südlichen Spitze der Insel Leyte entfernt, etwas außerhalb der Sogod-Bucht in der Mindanaosee. 
Die Insel ragt maximal 200 m über den Meeresspiegel hinaus und sie besitzt eine nord-südliche Ausdehnung von 10 km.

## Baranggays
Limasawa ist politisch in insgesamt 6 Baranggays (Ortsteile) untergliedert.
- Cabulihan
- Lugsongan
- Magallanes
- San Agustin
- San Bernardo
- Triana

## Geschichte
Die ersten ausländischen Besucher der Insel waren chinesische und wahrscheinlich auch arabische Kaufleute. Im Jahre 1225 beschrieb der chinesische Händler Chau Ju Kuo die Bevölkerung als freundlich und zugänglich für Handelsbeziehungen. 
Am 16. März 1521 erreichte der portugiesische Navigator Ferdinand Magellan auf seiner Reise zu den Gewürzinseln mit drei Schiffen die philippinische Insel Homonhon. Hier traf er kurze Zeit später mit dem Herrscher von Limasawa, Rajah Calambus, zusammen, dessen Kundschafter die Ankunft der Europäer beobachtet hatten. Am 26. März 1521 begleitete Magellan den Rajah zu seiner Heimatinsel. Fünf Tage danach, am 31. März, soll auf dieser Insel die erste Heilige Messe auf den Philippinen abgehalten worden sein. Dieses Ereignis gilt als der Beginn der Christianisierung des philippinischen Archipels. Die beiden Führer gingen daraufhin sehr freundschaftliche Beziehungen miteinander ein und wurden zu Casicasi oder Blutsbrüdern, bevor die Europäer schließlich Limasawa in Richtung Cebu verließ.
1957 wurden mit der Executive Order Nr. 265 verschiedene Barrios aus dem südlichen Teil der Ortschaft Malitbog, einschließlich der Insel Limasawa, zu der eigenständigen Gemeinde Padre Burgos zusammengefasst. 
Am 11. Juni 1978 sollte Limasawa durch das Inkrafttreten des Präsidentendekrets Nr. 1549, unterzeichnet von Präsident Ferdinand Marcos, nach einer Bitte ihrer Bewohner zu einer eigenständigen Gemeinde ernannt werden. Der Beschluss wurde jedoch außer Kraft gesetzt und landete in den Archiven. Als Präsidentin Corazon Aquino die Regierung übernahm, ordnete sie eine Volksabstimmung an, die 1989 in Padre Burgos abgehalten wurde. Das Ergebnis dieser Abstimmung war eine mehrheitliche Befürwortung für eine Umsetzung des von Marcos aufgesetzten Beschlusses. So erhielt Limasawa am 27. August 1989 endlich offiziell den Status einer eigenständig verwalteten Gemeinde.
Im Jahre 1994 ernannte Präsident Fidel Ramos mit dem Gesetz Nr. 7822 Limasawa zu einem Tourismusgebiet.